# 神谷国弘
神谷 国弘（かみや くにひろ、1930年 - 2010年）は、日本の社会学者、関西大学名誉教授。
京都大学大学院中退、熊本商科大学助教授、1968年関西大学教授、1991年「西独都市の社会学的研究」で京大文学博士、2001年関西大を定年、名誉教授。専攻は都市社会学。

## 著書
- 都市社会学講義要項 第1分冊 玄文社 1982
- 都市比較の社会学  欧日都市の原型比較 世界思想社 1983.6
- 西独都市の社会学的研究 日本都市再組織への素材論考 関西大学出版部 1989.11
- 都市的共同性の社会学 コミュニティ形成の主体要件 中道實共編 ナカニシヤ出版 1997.5
- 社会と都市の理論 晃陽書房 2000.5

## 翻訳
- 社会変動論の諸相 / ジンマーマン 関書院 1959